# Ultra alta definición
- 8K-Hi-vision 8K especificaciones [1][2][3][4]

Especificaciones principales:

Comparación de las resoluciones 16K, 8K, 4K, HD y SD

- Resolución mínima: 3840 × 2160 píxeles (4K) (21:9) (8,2 megapíxeles, aprox 8,3)
- Resolución mediana: 7680 × 4320 píxeles (8K) (21:9) (33,1 megapíxeles, aprox 33,2)
- Resolución máxima: 15360 × 8640 píxeles (16K) (21:9) (132,7 megapíxeles, aprox 132,8)
- Imágenes por segundo: 30, 60 y 120 imágenes/s.
- Audio: 22.2 canales
  - 9 — Por encima de los oídos
  - 10 — A nivel de los oídos
  - 3 — Por debajo de los oídos
  - 2 — Bajas frecuencias
- Banda: 21 GHz de frecuencia de banda
  - 600 MHz, 500~6600 Mbit/s de banda

Ultra High-Definition (en español: ultra alta definición), también conocido como UHDTV (siglas en inglés de Ultra High Definition TeleVision) y UHDV (siglas también en inglés de Ultra High Definition Video), se refiere a un formato de vídeo digital, propuesto por la NHK de Japón. Esto incluye las definiciones 4K (2160p), 8K (4320p) y 16K (8640p), las cuales son tres señales digitales de video, propuestas por el antes mencionado NHK y aprobadas por la Unión Internacional de Telecomunicaciones (ITU). La Asociación de Consumidores Electrónicos anunció, el 17 de octubre de 2012, que se usará «Ultra High Definition» o «Ultra HD» para pantallas con una relación de aspecto de por lo menos 16:9 y al menos un puerto digital capaz de portar vídeo nativo a una resolución mínima de 3840x2160 píxels.

## Visión general
La tecnología UHDV proporciona una imagen cuya resolución es 16 veces superior a la alta definición (1920x1080), y hasta 75 veces superior al sistema PAL (720x576). Es importante tener en cuenta que esta comparación se realiza considerando pantallas de igual tamaño, dado que la resolución por sí misma no es un factor de calidad, sino la densidad de píxeles en una pantalla de un tamaño dado.
La tecnología UHDTV cuenta con 7680 píxeles por línea horizontal y 4320 píxeles por columna vertical (resolución de 7680x4320), es decir, más de 33 millones de píxeles. Comparada con las 1080 píxeles por columna vertical del HDTV y sus poco más de dos millones de píxeles, mejora en dieciséis veces la nitidez de la imagen utilizando un monitor del mismo tamaño y también la experiencia con los nuevos sistemas digitales de entretenimiento, como las consolas de videojuegos.

### Características

#### Vídeo
18 minutos de vídeo UHDV sin comprimir ocupan alrededor de 3,5 terabytes y un solo minuto alrededor de 194 gigabytes (aproximadamente 25 terabytes de almacenamiento para 2 horas). Si el vídeo de HDTV (1920×1080p60) tiene una tasa de bits de 60 Mbps usando la compresión MPEG-2, entonces un vídeo que es 4 veces la cantidad de píxeles, a lo alto y a lo ancho, requerirá una tasa 16 veces superior a esa cantidad, lo que llevará a 100 Gb para 18 minutos de UHDV o 6 Gb por minuto.
Implementando los códecs H.264 (MPEG-4 AVC) o VC-1 se necesita únicamente la mitad de la tasa de bits que MPEG-2, lo que se traduce en 50 Gb por cada 18 minutos de UHDV o 3 Gb por minuto (suponiendo que fuera una compresión lineal; pero, en realidad, es un tanto estocástico, lo que quiere decir que es un bitrate exagerado y serían más que aceptables los resultados de tasas de compresión mucho más bajas). Esto supone que la tecnología actual es incapaz de manejar la ultra definición y se estima que en 15 años aparecerán prototipos compatibles.

#### Sonido
El futuro televisor UHDV estará provisto de un sonido 22.2, (10 altavoces a nivel medio, 9 a nivel superior, 3 a nivel bajo y 2 para los efectos bajos), claramente superior al 5.1 y al 7.1 que existen en la actualidad.
Sin embargo, pasará algún tiempo antes de que se pueda emplear esta tecnología a nivel doméstico, debido a que producir películas y demás contenido audiovisual será mucho más complejo. Los defectos se notarán a simple vista, y además el hardware y equipamiento que se deben utilizar para poder trabajar con este tipo de tecnología aún no están disponibles.

#### Cuestiones de almacenamiento
Todo lo anterior quiere decir que un Disco Holográfico Versátil de 12 cm con una separación de 3 micrones entre pistas (cada uno de 3,9 TB) podría almacenar alrededor de unas 11 horas de vídeo UHDV con MPEG-2 o 22 horas usando la compresión H264/VC1, comparado con los 18 minutos y medio de capacidad si esto no tuviera compresión. 
De otro modo, usando un disco Blu-ray de 8 capas (con una capacidad total de 200 GB) se podría almacenar aproximadamente 36 minutos de vídeo UHDV con MPEG-2 o 72 minutos con H264/VC-1 (sin comprimir, sería apenas un minuto de UHDV). A 50 TB un PCD (protein-coated disc) podría almacenar unas 284 horas (~12 días) de vídeo UHDV con compresión H.264/AVC/VC-1, pero resultaría redundante dado que este medio podría contener 4 horas de vídeo UHDV sin comprimir. Una vez que se logre implementar materiales ferroeléctricos estabilizantes se podrían almacenar alrededor de 1024 horas de vídeo UHDV sin comprimir y 24.064 horas de vídeo UHDV con compresión H.264/AVC/VC-1. Por el momento, el soporte usado para comercializar este formato es el Blu-Ray UHD.

## Emisión digital en ultra alta definición
Actualmente en España, y en idioma español, hay dos canales que pueden verse en UHD:
- La 1 UHD. En algunas ciudades este canal era conocido antes como TVE 4K, canal en UHD que empezó a emitir en 2018[12] por TDT.
- UHD-2, canal promovido por la industria audiovisual (Medina Media, RTVE, Dolby, Atresmedia y Mediapro, entre otros) que emite en pruebas para elaborar un "Libro Blanco del UHD en España" junto con la colaboración de la Universidad Politécnica de Madrid. Actualmente, este canal puede verse en abierto, a través de la TDT, en varias ciudades de España.[13]
  - Listado de ciudades con emisiones de UHD Spain.

## Historia

### 2003
Dada su naturaleza experimental, los ingenieros de NHK debieron construir el equipo desde cero. En la demostración de septiembre de 2003 usaron una batería de 16 grabadoras de HDTV para poder capturar la señal de prueba, que duraba 18 minutos. La cámara utilizada fue construida a partir de 4 celdas CCD de 64 mm cada uno, con una resolución total de 3840×2160. A partir de esta resolución, fue empleado el corrimiento de píxel para aumentar la imagen capturada a 7680 × 4320.

### 2005

#### Expo 2005
El sistema fue demostrado en la Expo 2005 de Aichi, Japón.

#### Noviembre
En noviembre de 2005 NHK demostró una transmisión en vivo de un programa en Super Hi-Vision (UHDV) sobre una red de 260 km de fibra óptica. Usando la multiplexación por división en longitudes de onda densas, alcanzó una velocidad de 24 gigabits a través de 16 señales, de diferentes longitudes de onda.

### 2006

#### NAB-Electronic Media Show
El sistema UHDTV fue demostrado en el NAB-Electronic Media Show en el año 2006.

### 2007
El sistema UHDTV fue demostrado en el CES en la ciudad de Las Vegas.

### 2008

#### International Broadcasting Convention
El sistema UHDTV fue demostrado en el International Broadcasting Convention en el año 2008, en la ciudad de Ámsterdam, Holanda, y fue publicado en Broadcast Engineering e-newsletter.

### 2010
Desde julio de 2010, el sitio de Internet YouTube ha permitido subir vídeos 4K, a una resolución de hasta 4096x3072 (21:9).

### 2012
El primer modelo comercial de televisor UHDTV o 4K llegó a Estados Unidos en octubre de 2012.

### 2013
En el CES 2013 LG presentó el primer televisor a 8K de 95 pulgadas.

### 2014
En el CES 2014 Samsung presentó su primer televisor a 8K de 98 pulgadas.

### 2016
Coincidiendo con los Juegos olímpicos de Río 2016 comenzaron las emisiones de TV en 8k. La televisión japonesa emite por primera vez en ultra alta definición 8K. La cadena de televisión estatal nipona NHK ha comenzado sus emisiones de prueba en ultra alta definición 4K y 8K, con el objetivo de afinar esta tecnología y generalizar su uso ante los Juegos Olímpicos que la capital japonesa acogerá en 2020. Se trata de la primera emisión de prueba a nivel mundial realizada en 8K, el formato superior dentro de la denominada ultra alta definición que cuenta con una resolución de 4.320 píxeles (33,2 megapíxeles), es decir, dieciséis veces más que el actual estándar de alta definición.
Las emisiones se llevarán a cabo en los canales vía satélite de NHK, y está previsto que para 2018 el formato de ultra alta definición sea habitual en las mismas, informó la cadena estatal japonesa.
La tecnología de ultra alta definición o 4K multiplica por cuatro el número de píxeles de una pantalla de alta definición, de forma que la resolución es cuatro veces superior al HD o alta definición empleada actualmente. No obstante, los televidentes no podrán captar las emisiones en 4K y 8K con receptores y televisores convencionales, por lo que NHK tiene previsto instalar este tipo de aparatos en sus sedes y en lugares públicos de las mayores ciudades del país para promocionar la nueva tecnología.
El formato 4K ya había sido empleado en fase de pruebas en otros países, aunque Japón fue uno de los pioneros en su desarrollo gracias a los proyectos llevados a cabo por NHK en colaboración con universidades niponas y con compañías como Sony, Panasonic, Sharp y Toshiba. (Fuente: http://www.rtve.es/noticias/20160801/television-japonesa-emite-primera-vez-ultra-alta-definicion-8k/1379660.shtml)

### 2019
En el mes de diciembre y durante la cita anual del Snapdragon Summit, se dio a conocer que el procesador Snapdragon 865 sería el primero en ofrecer grabación en calidad 8k en un teléfono móvil.

### 2020
Sony creó y lanzó un televisor con calidad a 16K con un tamaño de 19,2 x 5,5 metros, y un costo de un millón de dólares. Es el primer televisor con resolución 16K con una tecnología denominada Crystal LED.

## Tecnologías relacionadas

### HDTV
HDTV (siglas en inglés de High Definition Television, televisión de alta definición en español) es uno de los formatos que, junto a la televisión digital (TVD), se caracterizan por emitir señales televisivas en una calidad digital superior a los sistemas tradicionales analógicos de televisión en color (NTSC, SECAM, PAL).

## Fabricantes

### Sony
Recientemente Sony ha sacado a la venta su teléfono móvil capaz de grabar y reproducir en resolución 4K UHD se trata de su buque insignia Sony Xperia Z5 Premium además de ya contar en el mercado con su amplia gama de Televisiones capaces de soportar la 4K UHD contanto con distintos estilos y modelos que apremian esta capacidad. 
La televisión a la venta más grande con la cual cuenta hasta hoy es de 86 pulgadas permitiendo la reproducción de archivos en resolución 4K

### LG
LG presentó en la Feria Internacional de Electrónica CES 2014 cinco nuevos equipos de TV Ultra HD de entre 55” y 77”.
Una de esas presentaciones fue el LG 77EC9800, con pantalla OLED curva de 77” el cual cuenta con una resolución 4K Ultra HD (3840 x 2160 pixeles) que permite al televidente tener una mejor perspectiva visual. El televisor ganó el premio “Lo Mejor de las Innovaciones” de CES 2014.
En el CES 2017, LG muestra ahora una pantalla 8K ultradelgada, aunque ya en el IFA 2014 había mostrado su primer prototipo de tal resolución: una TV 8K de 98 pulgadas.

En el CES 2018, LG desveló un televisor 8K con 88 pulgadas de tamaño, contando con un panel OLED y una resolución de 7680×4320 píxeles. 

### Toshiba
El 6 de enero de 2014 en la Feria Internacional de Electrónica CES, Toshiba presentó nuevos televisores Ultra HD de entre 32" y 65" y los primeros portátiles con pantalla Ultra HD, el Satellite P50t-B para la gama de consumo y el Tecra W50 para el mercado profesional.
Con estos portátiles ya es posible interactuar en esta resolución, por ejemplo con juegos, edición de imagen y vídeo.

### Red one
La compañía Red Digital Cinema Camera presume de que su cámara captura a Ultra Alta Definición, a pesar de que su resolución máxima es de 2540p (un poco más que el estándar Digital Cinema 4k de 4096×2160; véase imagen).

### Samsung
El teléfono móvil Samsung Galaxy Note 3 de la compañía coreana cuenta con una cámara con capacidades de vídeo 4K (2160p).
Samsung, en el IFA de Berlín de 2018 que presentó sus primeros televisores QLED con resolución 8K 

### Panasonic
En la feria IBC de Japón de 2008 fue una de las primeras marcas en mostrar un sensor capaz de grabar en resolución 4K UHD 
En septiembre de 2013 fue la primera marca en anunciar un TV capaz de soportar resolución 4K a 60fps con su TV de 65 pulgadas modelo WT600, gracias a ser el primer TV en el mundo compatible con el estándar HDMI 2.0

### Dell
La compañía Dell, se mantiene como uno de los pioneros en cuanto a tecnología punta en pantallas. En el CES 2017 presentaron al mercado su monitor Dell UP3218K con una resolución 8K, lo que hace muestra también de unos innovadores 280 ppp (Pixeles Por Pulgada) en pantallas de este tamaño (31.5 pulgadas según han informado), con un precio de lanzamiento de $5000.